# Mistrovství Československa v orientačním běhu na krátké trati
Mistrovství Československa v orientačním běhu na krátké trati bylo pořádáno v letech 1990 až 1992. Probíhalo jako dvoukolový jednodenní závod s dopolední kvalifikací na odpolední finále. Model závodu byl převzat z mistrovství světa.
Mistrovské kategorie byly vypisovány pouze čtyři a to dospělí (včetně juniorů) a dorostenci/ky (starší + mladší).  
Od roku 1993 tento závod nahradilo mistrovství České republiky.

## Přehled závodů M ČSFR na krátké trati
| Mistrovství Československa | Mistrovství Československa | Mistrovství Československa | Mistrovství Československa | Mistrovství Československa | Mistrovství Československa | Mistrovství Československa | Mistrovství Československa | Mistrovství Československa | Mistrovství Československa | Mistrovství Československa |
| Ročník                     | Datum závodu               | Pořadatel                  | Místo konání               | Název mapy                 | Ředitel                    | Hlavní rozhodčí            | Stavitelé tratí            | Web závodu                 | DB ORIS                    | Poznámka                   |
| -------------------------- | -------------------------- | -------------------------- | -------------------------- | -------------------------- | -------------------------- | -------------------------- | -------------------------- | -------------------------- | -------------------------- | -------------------------- |
| M ČSFR 1990                | 22. 9. 1990                | USK Praha                  | Řevnice • aréna            | Kamenná                    | Zdeněk Polák               | Jan Pachner                | Josef Borůvka              |                            |                            |                            |
| M ČSFR 1991                | 11. 8. 1991                | KOS Slavia Plzeň           | Vysoká Libyně • aréna      | Bor                        |                            |                            |                            |                            |                            |                            |
| M ČSFR 1992                | 20. 9. 1992                | KOB ZPV Prostějov          | Malé Hradisko • aréna      | U Suché louky              |                            |                            | Miroslav Chmelař           |                            |                            |                            |

## Přehled medailistů M ČSFR na krátké trati
| Mistrovství Československa v orientačním běhu | Mistrovství Československa v orientačním běhu | Mistrovství Československa v orientačním běhu | Mistrovství Československa v orientačním běhu | Mistrovství Československa v orientačním běhu | Mistrovství Československa v orientačním běhu | Mistrovství Československa v orientačním běhu | Mistrovství Československa v orientačním běhu |
|                                               |                                               | Muži                                          | Muži                                          | Muži                                          | Ženy                                          | Ženy                                          | Ženy                                          |
| Rok                                           | Pořadatel, místo                              | Zlato                                         | Stříbro                                       | Bronz                                         | Zlato                                         | Stříbro                                       | Bronz                                         |
| --------------------------------------------- | --------------------------------------------- | --------------------------------------------- | --------------------------------------------- | --------------------------------------------- | --------------------------------------------- | --------------------------------------------- | --------------------------------------------- |
| M ČSFR 1990                                   | USK Praha, Řevnice                            | Josef Hubáček                                 | Vlastimil Uchytil                             | Jaroslav Hubáček                              | Yvette Hague                                  | Olga Jirsová                                  | Ada Kuchařová                                 |
| M ČSFR 1991                                   | KOS Slavia Plzeň, Vysoká Libyně               | Jiří Hlaváč                                   | Tomáš Prokeš                                  | Petr Kozák                                    | Petra Novotná                                 | Ada Kuchařová                                 | Reka Tóth                                     |
| M ČSFR 1992                                   | KOB ZPV Prostějov, Malé Hradisko              | Jozef Pollák                                  | Petr Kozák                                    | Martin Tichovský                              | Marcela Kubatková                             | Šárka Valášková                               | Jana Cieslarová                               |